# Anthony Franciosa
Pour les articles homonymes, voir Franciosa.
Anthony Franciosa, dit Tony Franciosa, est un acteur de théâtre, cinéma et télévision américain né le 25 octobre 1928 à New York et mort le 19 janvier 2006 à Los Angeles.

## Biographie
Né Anthony George Papaleo, il est descendant d'une famille italienne émigrée aux États-Unis en 1890 de Melfi de la région Basilicate. Elevé par sa mère et sa tante, il a pris le nom professionnel de son beau-père lorsqu'il a commencé sa carrière d'acteur.
En 1948, il rejoint le Cherry Lean Theatre de New York. En moins de deux ans, il parvient à devenir membre de l'Actor Studio dont il devient l'un des acteurs prometteurs. Mais le jeune homme ayant du mal à vivre de son métier de comédien enchaîne les petits boulots de serveur, plongeur, garçon de course ou ouvrier. En 1952, il épouse Beatrice Bakalyar, une écrivaine. Le mariage finira par un divorce en 1957. Tout en jouant des petits rôles à partir de 1954 pour la télévision, il acquiert une véritable notoriété à Broadway avec la pièce de théâtre A Hatful of Rain quelques années plus tard ainsi qu'une nomination aux Tony Awards. Dès lors, il enchaîne les rôles au Théâtre.
Sa carrière va véritablement s'envoler lorsqu'il reprendra ce rôle au cinéma en 1957 et obtiendra à nouveau une nomination aux oscars pour ce rôle. Franciosa va alterner entre cinéma et télévision dans de nombreux films et séries. Le 4 mai 1957, il épouse la comédienne Shelley Winters. Il resteront mariés 3 ans. Sa popularité va alors être à son apogée vers la fin des années 1960 avec le rôle de Jeff Dillon dans la série Les Règles du jeu. L'acteur avait failli être choisi pour le rôle de Manolito Montoya dans la série Le Grand Chaparral par le producteur David Dortort en 1967 mais fut finalement déchu par Henry Darrow à deux semaines du tournage du premier épisode. Il épouse ensuite Judith Balaban, écrivaine et auteure de d'un livre sur le mariage de son amie Grace Kelly. Le couple aura une fille, Nina.
À la suite de son renvoi de la série Les Règles du jeu concernant son caractère ombrageux, il enchaînera des apparitions dans des téléfilms et longs métrages sans grand intérêt. 1972 est l'année qui le voit revenir sur le devant de la scène avec une série populaire sur NBC : Search partageant la vedette avec Hugh O'Brian et Doug McClure.
Dans les années 1970, il continue d'être l'un des visages familiers de la télévision avec une autre série populaire Matt Helm. Si elle ne dure malheureusement pas plus d'une saison, elle confirme auprès du public sa notoriété. Suivront ensuite des films et téléfilms dans le genre fantastique et policier (la malédiction de la veuve noire en 1977).Côté vie sentimentale, l'acteur qui a divorcé de sa troisième épouse se marie avec Rita Theil le 27 novembre 1970. Ils resteront en couple jusqu'à la mort du comédien. Deux enfants naîtront de cette union, Marco et Christopher, deux garçons.
Les années 1980 marque un léger repli pour l'acteur qui à l'exception d'une apparition dans le second volet de la saga du Justicier avec Charles Bronson et, surtout, en 1er rôle mémorable dans « Ténèbres » (Dario Argento), ne fera que des apparitions dans des séries et des films destinés à la vidéo. Seule exception avec la série Finder of Lost Loves produite par Aaron Spelling en 1984 et passée inaperçue en France car présentée comme programme de La Une est à vous de Bernard Montiel sur TF1, l'acteur ne retrouvera plus le prestige d'antan. Le dernier rôle marquant sera celui d'un parrain de la mafia de New York dans le film City Hall en 1996.
Anthony Franciosa meurt le 19 janvier 2006 à l'UCLA Medical Center à la suite d'un AVC. De ses trois enfants, seul Christopher suit les traces de son père en devenant acteur.

## Récompenses
- 1957 : New Cinema Award du meilleur acteur pour Une poignée de neige au Festival de Venise
- 1957 : Volpi Cup du meilleur acteur pour Une poignée de neige au Festival de Venise
- 1960 : Golden Globe du meilleur acteur pour En lettres de feu

## Nominations
- 1958 : Golden Laurel de la personnalité masculine de l'année en seconde place
- 1958 : Golden Globe du meilleur acteur pour Une poignée de neige
- 1958 : Oscar du premier rôle pour Une poignée de neige
- 1965 : Golden Globe du meilleur acteur pour Rio Conchos

## Filmographie

### Années 1950
- 1957 : Cette nuit ou jamais (This Could Be the Night) de Robert Wise : Tony Armotti
- 1957 : Un homme dans la foule (A Face in the Crowd) d'Elia Kazan : Joey
- 1957 : Une poignée de neige (A Hatful of Rain) de Fred Zinneman : Polo Pope
- 1957 : Car sauvage est le vent (Wild Is The Wind) de George Cukor : Bene
- 1958 : Les Feux de l'été (The Long, Hot Summer) de Martin Ritt : Jody Varner
- 1958 : La Maja nue (The Naked Maja) d'Henry Koster : Francisco Goya
- 1959 : En lettres de feu (Career) de Joseph Anthony : Sam Lawson
- 1959 : Du sang en première page (The Story on page one) de Clifford Odets : Victor Santini

### Années 1960
- 1961 : Volupté (Go Naked in the World) de Ranald MacDougall : Nick Stratton
- 1962 : Quand la chair succombe (Senilità) de Mauro Bolognini : Emilio Brentani
- 1962 : L'École des jeunes mariés (Period of Adjustment) de George Roy Hill : Ralph Baitz
- 1964 : Rio Conchos (Rio Conchos) de Gordon Douglas : Juan Luis Rodriguez alias Juan Luis Martinez
- 1964 : Trois filles à Madrid (The Pleasure Seekers) de Jean Negulesco : Emilio Lacaye
- 1966 : D pour danger (A Man Could Get Killed) de Ronald Neame et Cliff Owen : Steve / Antonio
- 1966 : Le Hold-up du siècle (Assault on a Queen) de Jack Donohue : Vic Rossiter
- 1966 : The Swinger (The Swinger) de George Sidney : Ric Colby
- 1966 : Fame Is the Name of the Game (Fame Is The Name of the Game) (TV) de Stuart Rosenberg : Jeff Dillon
- 1967 : Une fille nommée Fathom (Fathom) de Leslie H. Martinson : Peter Merriwether
- 1968 : Fureur à la plage (The Sweet Ride) de Harvey Hart : Collie Ransom
- 1968 : En pays ennemi (In Enemy Country) d'Harry Keller : Charles
- 1969 : Un colt nommé Gannon (A Man called Gannon) de James Goldstone : Gannon

### Années 1970
- 1971 : Les Fantômes de Hurlevent (Nella stretta morsa del ragno) de Antonio Margheriti : Alan Foster
- 1971 : The Deadly Hunt (TV) de John Newland : Ryan
- 1971 : Earth II (en) (TV) de Tom Gries : Frank Karger
- 1972 : The Catcher (TV) d'Allen H. Miner : Joe Cade
- 1972 : Meurtres dans la 110e Rue (Across 110th Street) de Barry Shear : Nick D'Salvio
- 1973 : Ghost in the Noonday Sun de Peter Medak et Spike Milligan : Pierre Rodriguez
- 1974 : This Is the West That Was (TV) de Fielder Cook : J.W. McCanles
- 1975 : Matt Helm (Matt Helm) (TV) de Buzz Kulik : Matt Helm
- 1975 : La Toile d'araignée (The Drowning Pool) de Stuart Rosenberg : Chef Broussard
- 1977 : La Malédiction de la veuve noire (Curse of the Black Widow) (TV) de Dan Curtis : Mark Higbie
- 1977 : Aspen (Aspen) (TV) de Douglas Heyes : Alex Budde
- 1978 : Détroit (Wheels) (TV) de Jerry London : Smokey Stevenson
- 1979 : L'Arme au poing (Firepower) de Michael Winner : Docteur Charles Félix
- 1979 : Le monde est plein d'hommes mariés (The World Is Full of Married Men) (TV) de Robert William Young : David Cooper

### Années 1980
- 1980 : La Cigale (La Cicala) d'Alberto Lattuada : Annibale Meneghetti, detto Ulisse
- 1981 : Aide-moi à rêver (Aiutami a sognare) de Pupi Avati : Ray
- 1981 : Side Show (TV) de William Conrad : Zaranov
- 1982 : Délire Academy 2 (Kiss My Grits) (TV) de Jack Starrett : Charlie Kurdas
- 1982 : Un justicier dans la ville 2 (Death Wish II) de Michael Winner : Herman Baldwin
- 1982 : Ténèbres (Tenebre) de Dario Argento : Peter Neal
- 1983 : Un amour assassin (Julie Darling) de Paul Nicholas : Harold Wilding
- 1986 : Stagecoach (TV) de Ted Post : Henry Gatewood
- 1987 : Death House de John Saxon : Vic Moretti
- 1987 : Le Serment du sang (en) (Blood Vows: The Story of a Mafia Wife) (TV) de Paul Wendkos : Lou Di Luca
- 1989 : Crimes sur mesure (La Morte è di moda) de Bruno Gaburro : Inspecteur Rizzo
- 1989 : Fantôme malgré elle (Ghost Writer) (TV) de Kenneth J. Hall : Vincent Carbone

### Années 1990
- 1990 : Backstreet Dreams de Jason O'Malley et Rupert Hitzig : Angelo
- 1993 : Double Threat de David A. Prior : Crocker Scott
- 1995 : El Caçador furtiu de Carlos Benpar : Walter
- 1996 : City Hall (City Hall) d'Harold Becker : Paul Zapatti

## Séries télévisées

### Années 1950
- 1954-1956 : Goodyear Television Playhouse : Rôles sans identités
- 1955 : Studio One : Charles Egan
- 1955 : Kraft Television Theatre : Rôle sans identité
- 1956 : Ford Star Jubilee : Rôle sans identité

### Années 1960
- 1960 : Hallmark Hall of Fame : Antonio
- 1960 : The DuPont Show of the Month : Rôle sans identité
- 1963 : The Dick Powell Show : Charlie Harris
- 1963 : The DuPont of the Week : Fred Russo
- 1963 : Naked City : Gorille
- 1963 : Arrest and Trial : Steve Jared
- 1963 : Breaking Point : Rôle sans identité
- 1963 : Le Plus Grand Chapiteau du monde (The Greatest Show on Earth) : Warren Duval
- 1964 : Bob Hope Presents the Chrysler Theatre : Jack Montrose
- 1964-1965 : Valentine's Day : Valentine Farrow
- 1968-1971 : Les Règles du jeu (The Name of the Game) : Jeff Dillon

### Années 1970
- 1970 : Le Virginien (The Virginian) : Ritter Miley et Kordick
- 1970 : Le Virginien saison 9 épisode 11 (Follow the leader) : Ritter Miley
- 1972-1973 : Search (Search) : Nick Bianco
- 1975-1976 : Matt Helm (Matt Helm) : Matt Helm

### Années 1980
- 1981 : Bizarre, bizarre (Tales of the Unexpected) : Arnold Bourdon
- 1984 : Masquerade : Rôle sans identité
- 1984-1985 : Finder of Lost Loves : Cary Maxwell
- 1985 : Hôtel (Hotel) : Drew Fletcher
- 1986 : La Croisière s'amuse (The Love Boat) : David Morgan
- 1988 : La loi est la loi (Jake and the Fatman) : Dennis Julian
- 1988 : Alfred Hitchcock présente (Alfred Hitchcock Presents) : Morris Conrad
- 1989 : La Cinquième Dimension (The Twilight Zone) : Nino Lancaster

### Années 1990
- 1997 : Dellaventura : Sergio Alfano